# MG MGC
Pour les articles homonymes, voir MG.
La MGC ou MG Type C est une voiture de sport roadster-GT du constructeur automobile britannique MG (Morris Garages), variante 6 cylindres des MGB, fabriquée à 8 999 exemplaires de 1967 à 1969.

## Histoire
Ce modèle est une variante à moteur Austin-Healey 3000 BMC 6 cylindres en ligne de 3 L de cylindrée, à double carburateurs S.U. de 145 ch, des MGB 4 cylindres de 1962. Elle est comme la MG B en grande partie destinée au marché américain, pour succéder aux Austin-Healey 3000 MK3 (du groupe British Motor Corporation), et rivaliser entre autres avec les Triumph TR5...

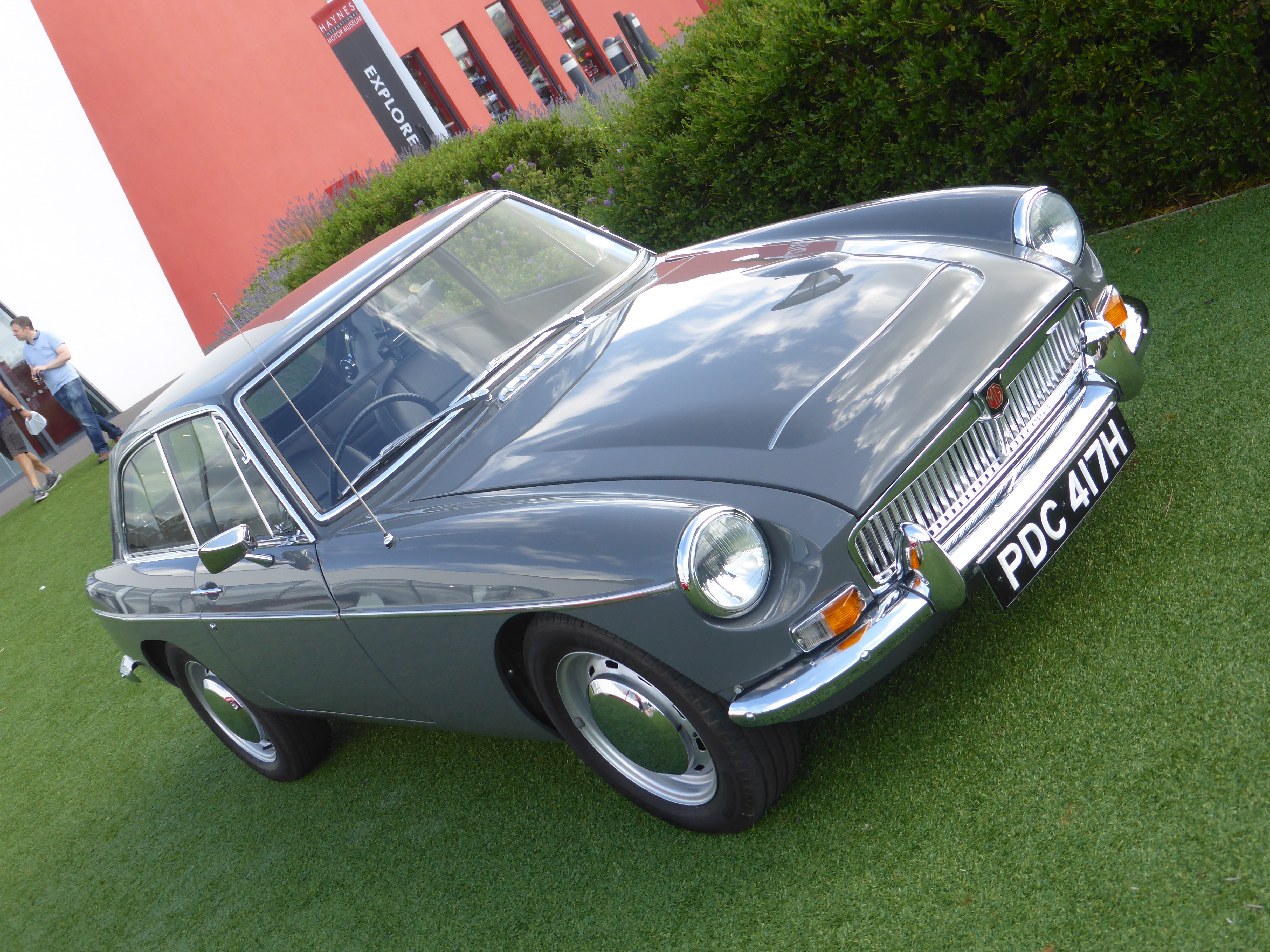
MGC GT
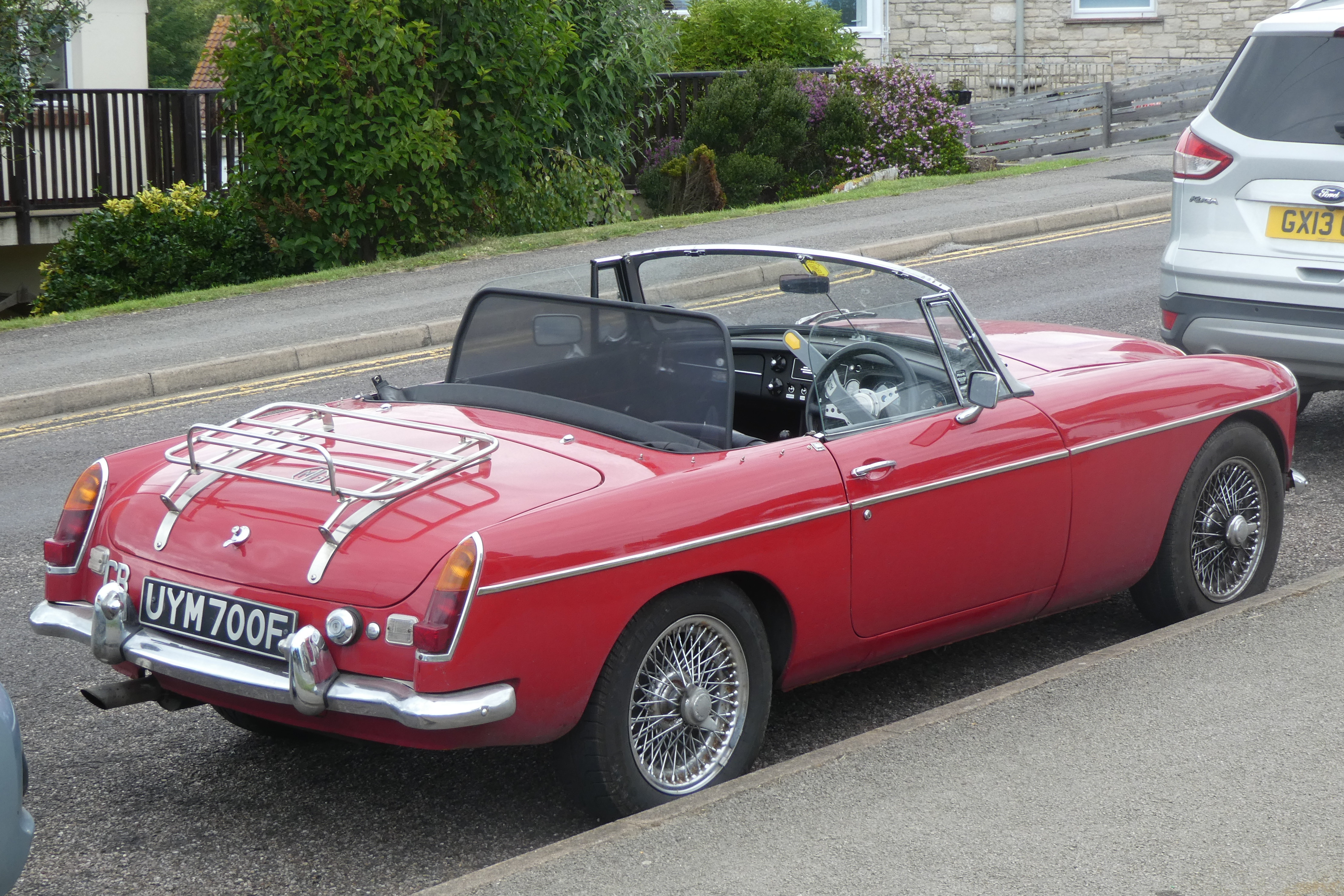
MGC roadster
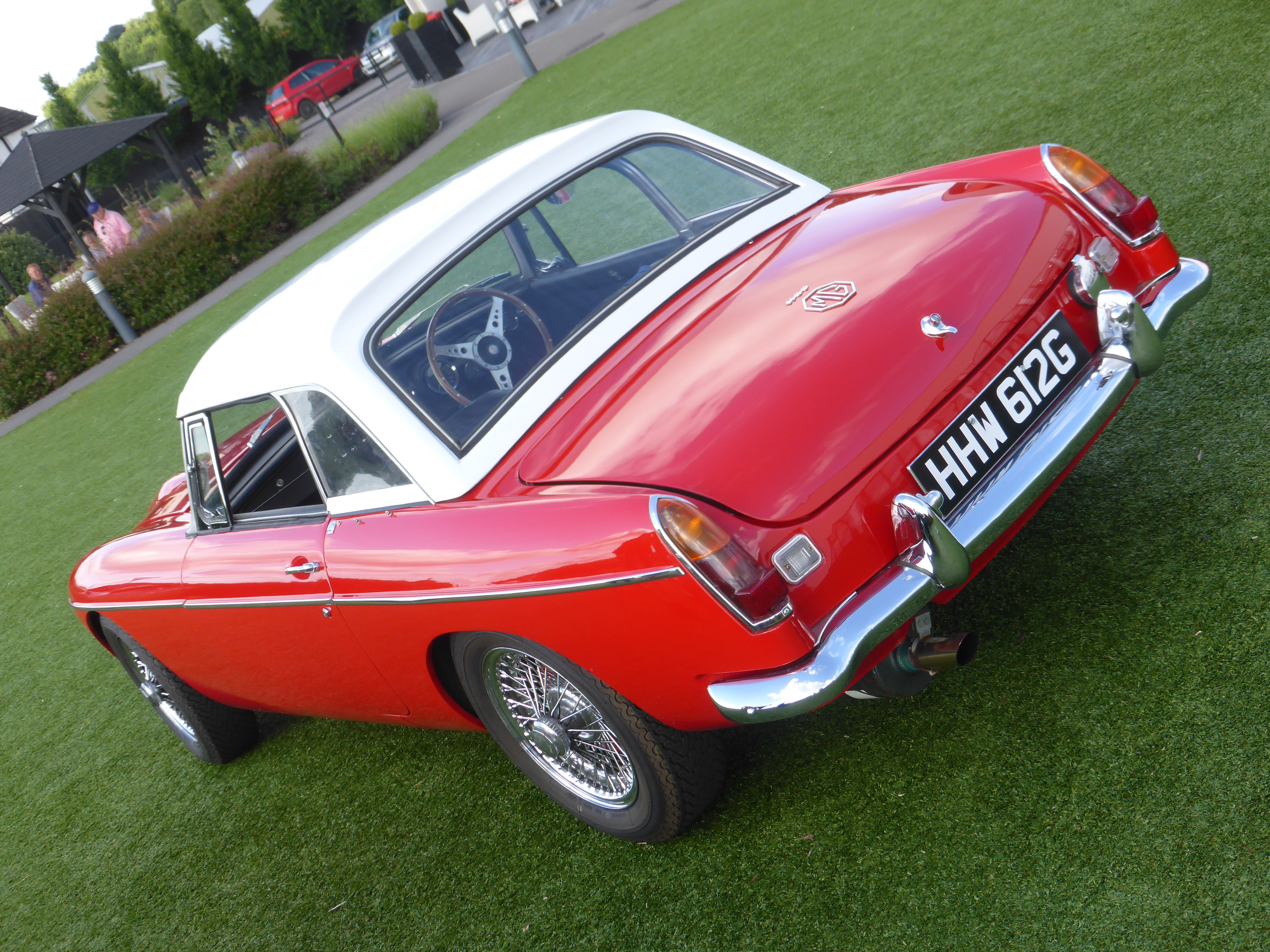

Elle reprend le châssis-carrosserie des MG B avec quelques modifications, dont une double surélévation au milieu du capot avant pour loger un moteur plus volumineux, la modification des suspensions (amortisseurs Armstrong télescopiques, barre de torsion avant et lames ressort arrière), des jantes de 15 pouces à 72 rayons, des freins à disques avant, compteur de vitesse gradué jusqu'à 220 km/h...

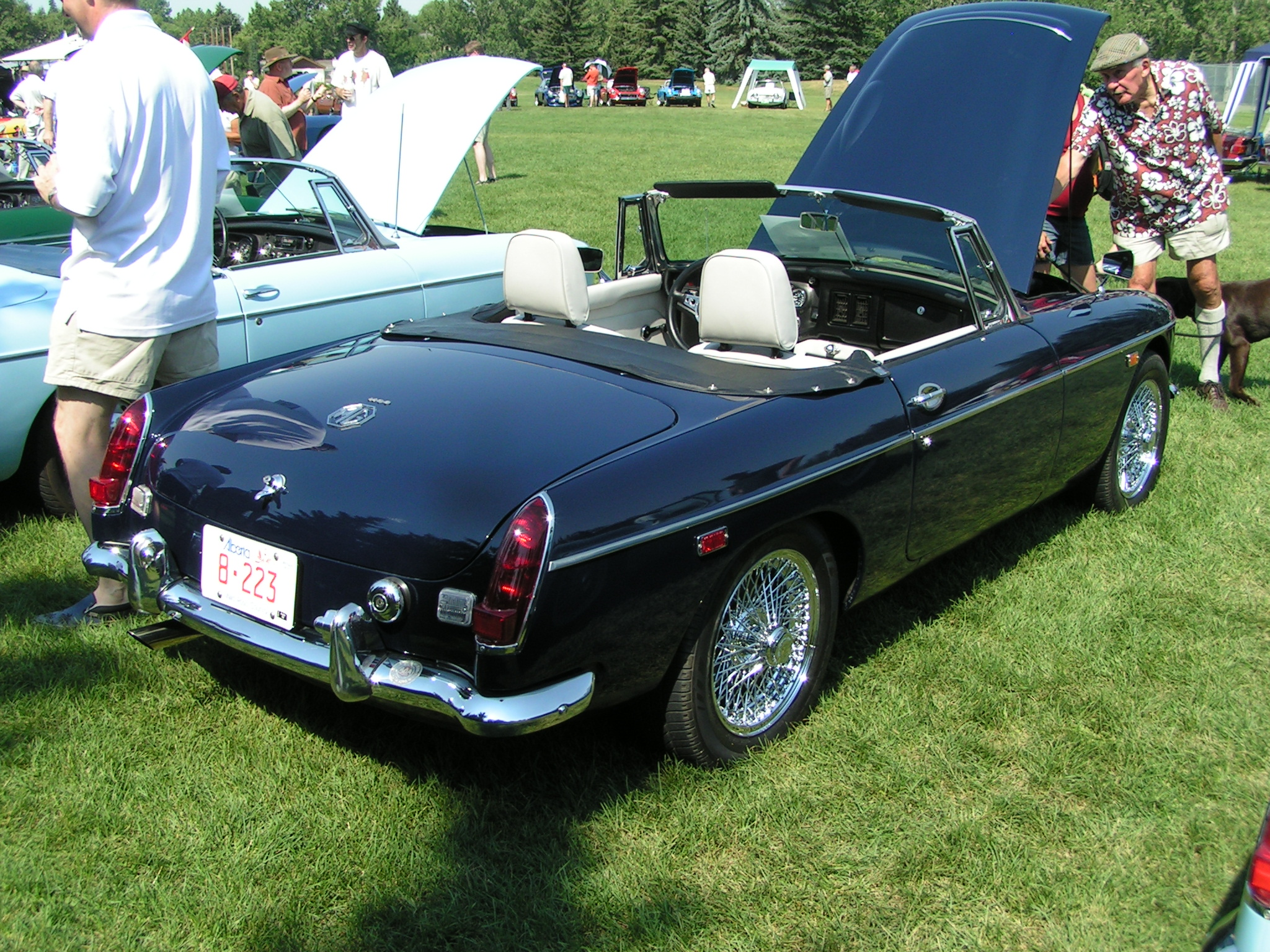
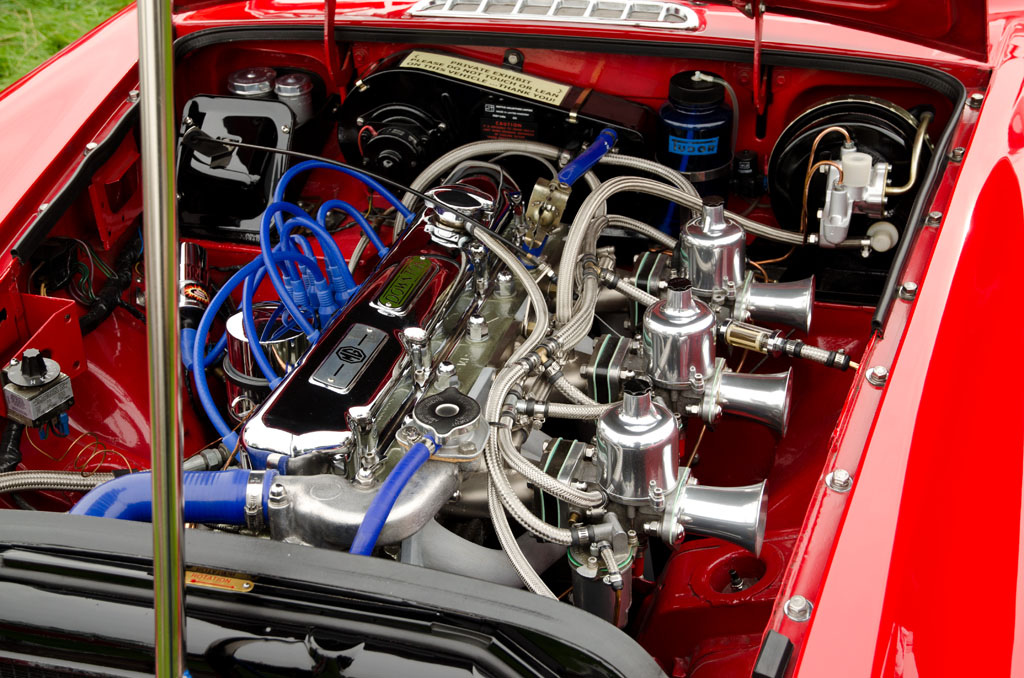
6 cylindres en ligne
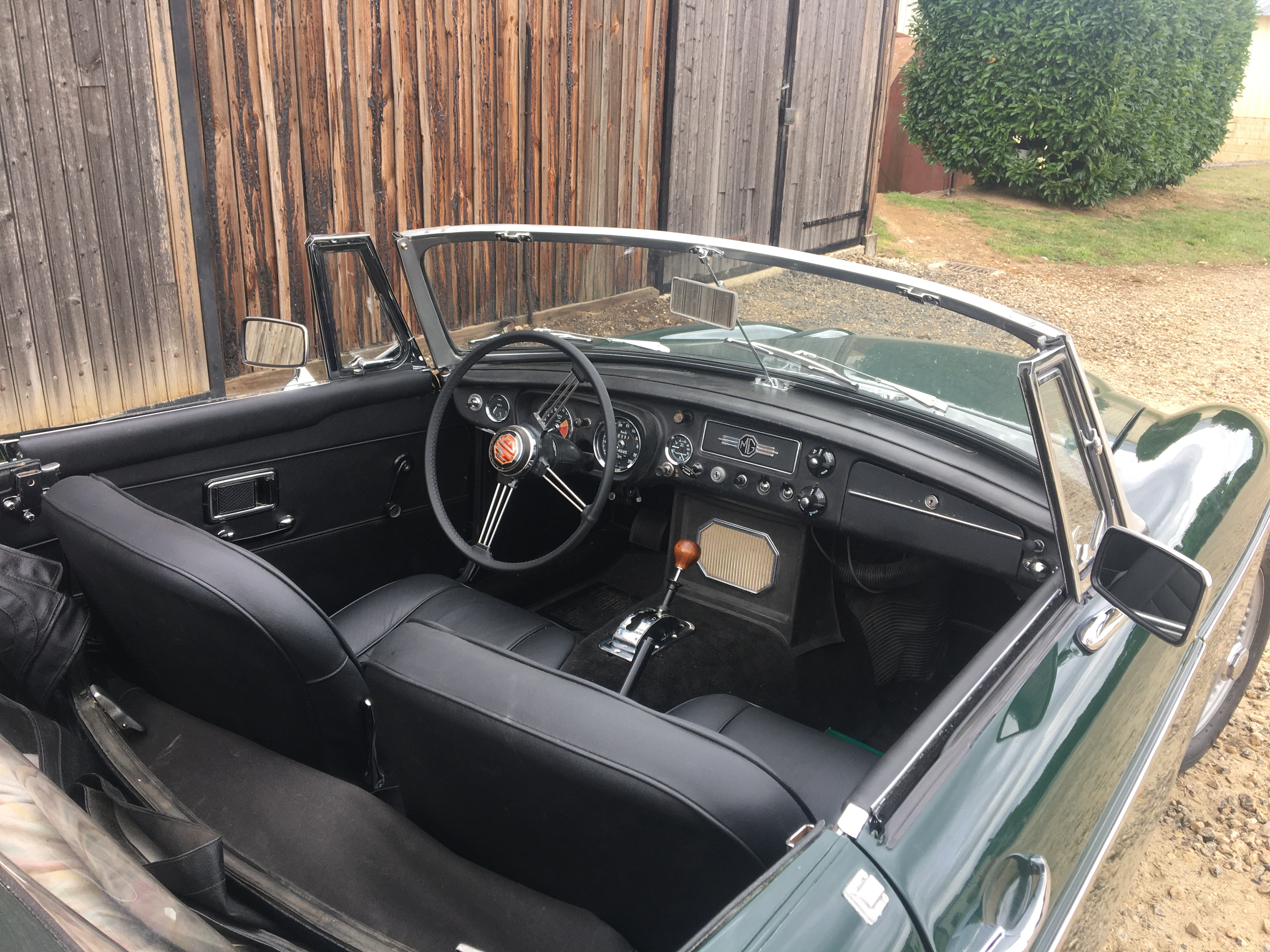

La sortie de la Triumph TR6 marque la fin de la production, au bout de deux ans, après un relatif échec. Une version MGB GT V8 lui succède en 1971, avec un moteur V8 Rover de Rover P5 de 3,5 L, pour 200 km/h de vitesse de pointe (puis 4 L en 1993) avant la succession des MG F de 1995 (puis MG TF en 2002).

## Production
Entre juin 1967 et juillet 1969, un total de 8 999 MGC ont été produites, :
- 4 542 roadsters cabriolets, dont 1969 conduites à droite, et 3073 conduites à gauche.
- 4 454 coupés GT, dont 2129 conduites à droite, et 2328 conduites à gauche.

## Compétition
Une version compétition MGC GTS est réalisée à six exemplaires, avec une carrosserie allégée et un moteur préparé par le service course de BMC avec 3 carburateurs Weber pour 220 ch.

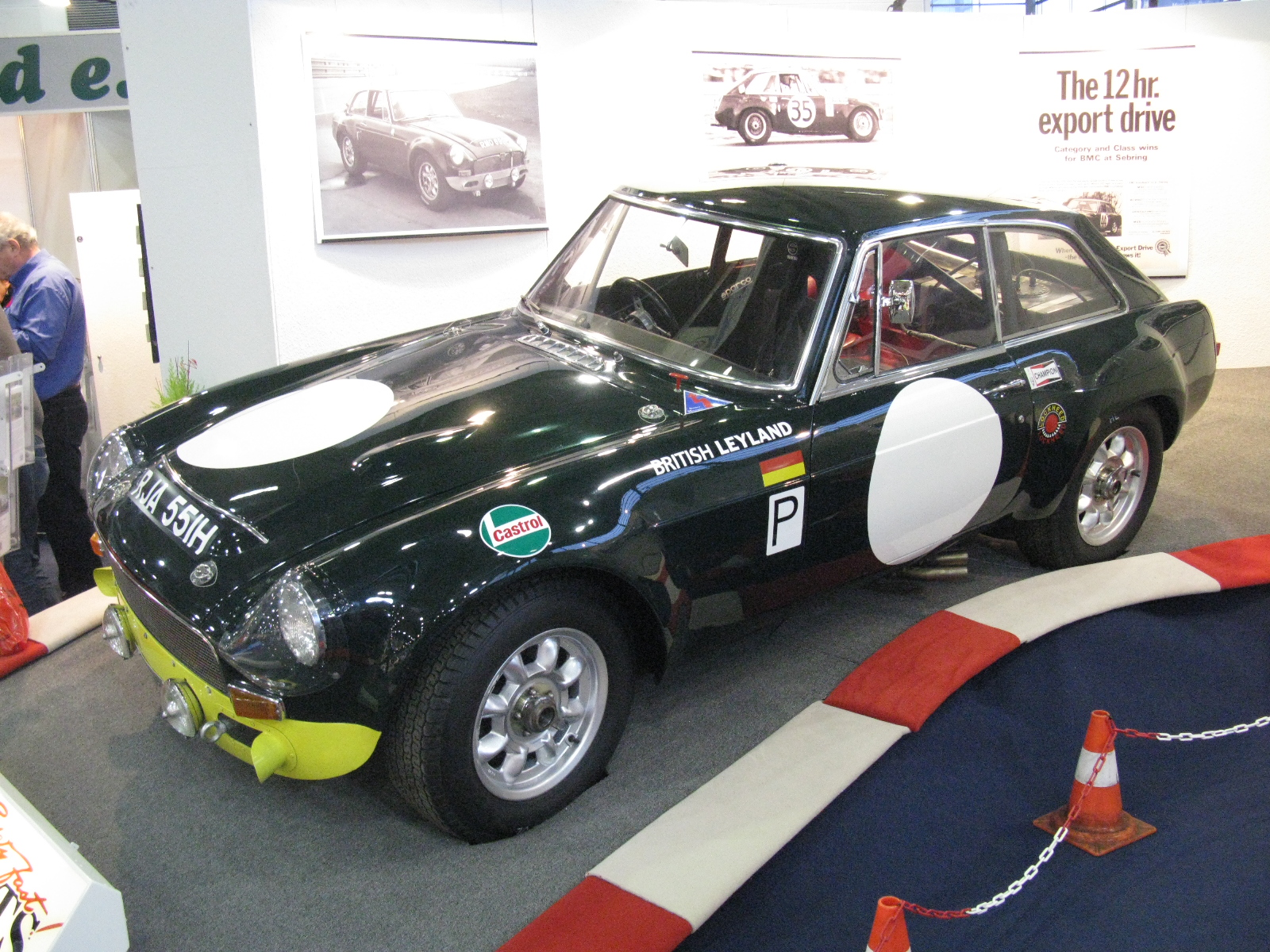
MGC GTS
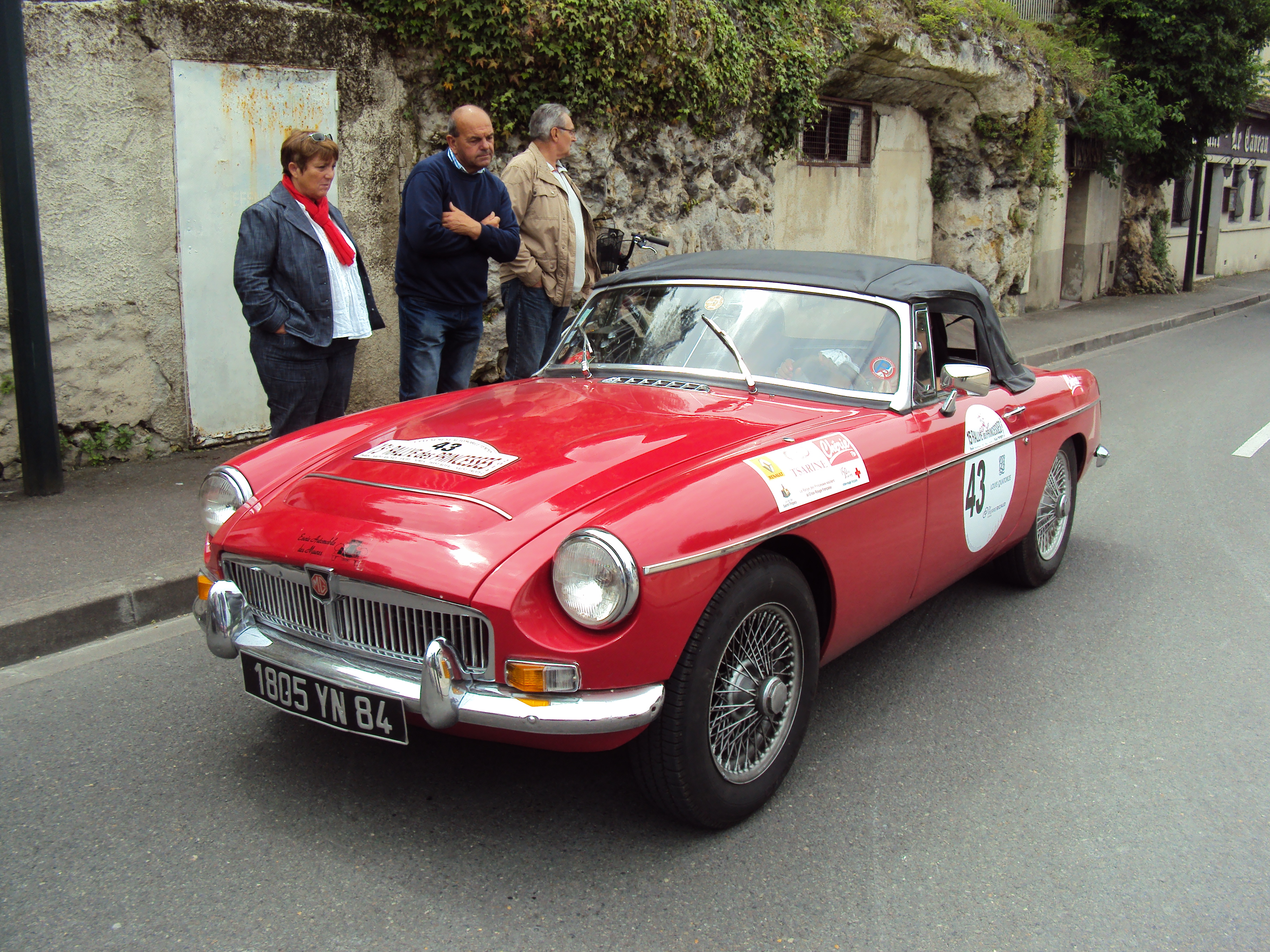
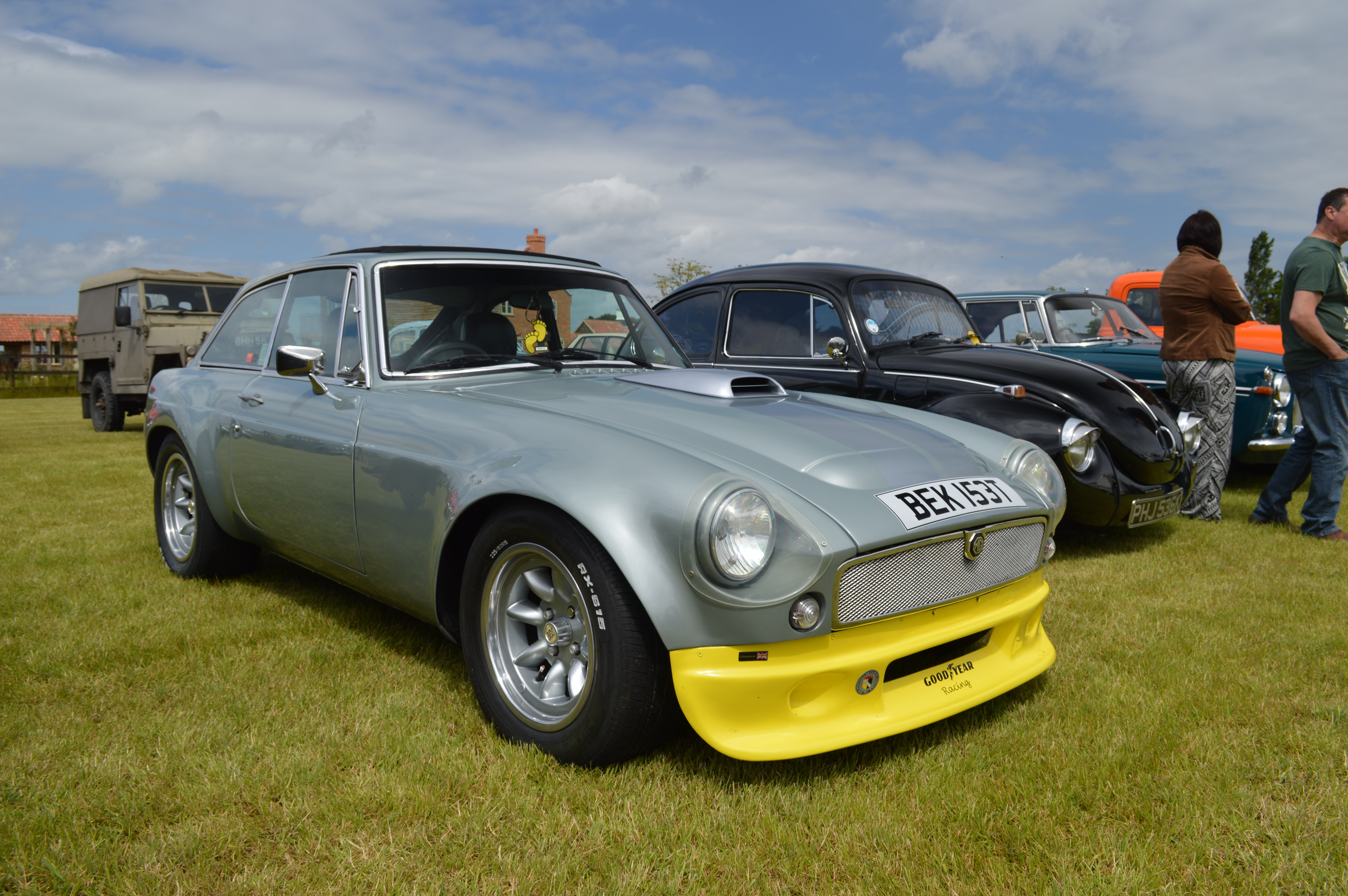
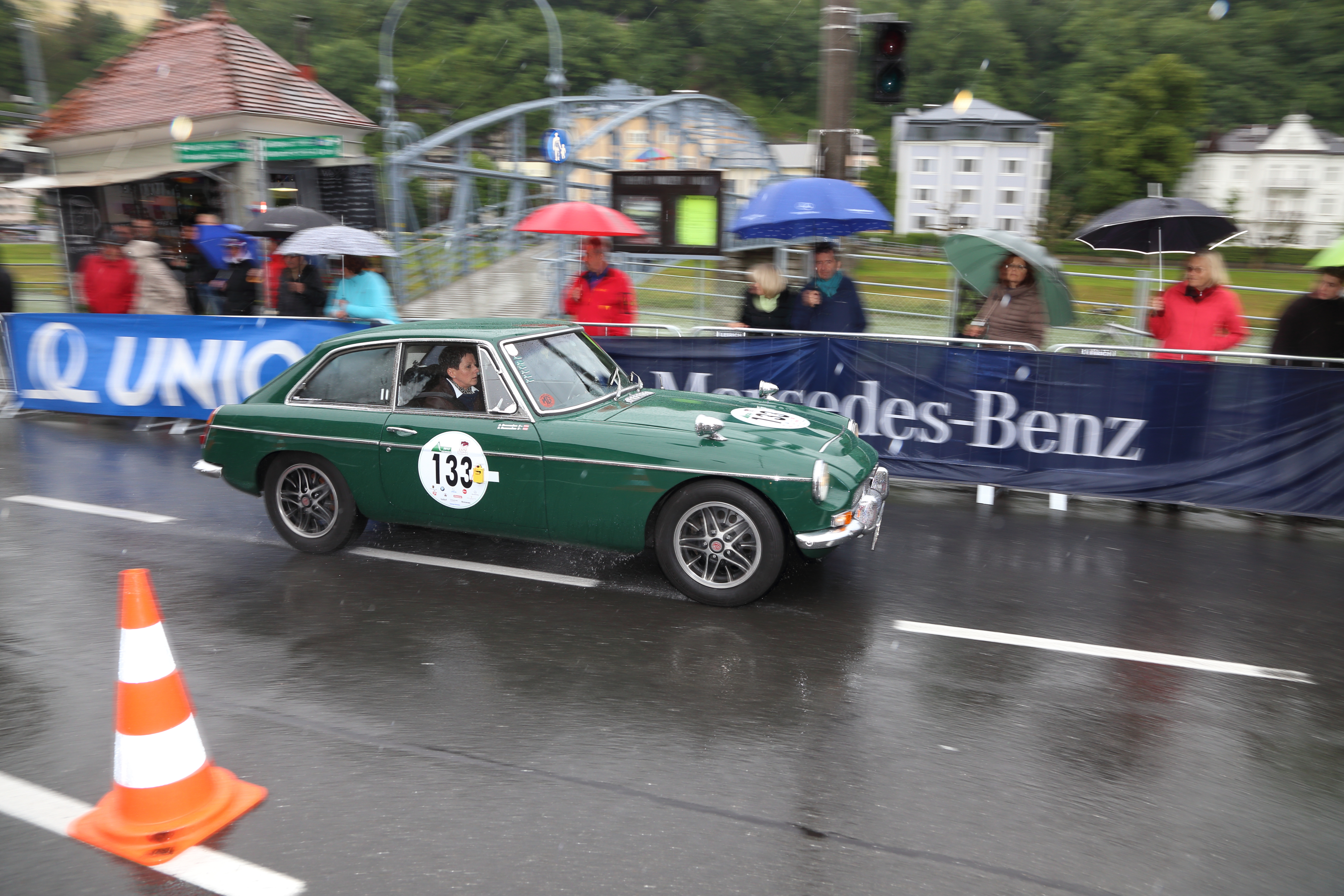

### Palmarès partiel
- 1969 : 15e des 12 Heures de Sebring 1969, équipage Andrew Hedge, Paddy Hopkirk (écurie BMC)[12],
- 1970 : 24 Heures de Daytona 1970, équipage Joe Hines , Ed Rahal, C.Canada (abandon)
- 1970 : 35e de la Targa Florio, équipage Alan Harvey, John Chattam (écurie Chatham)

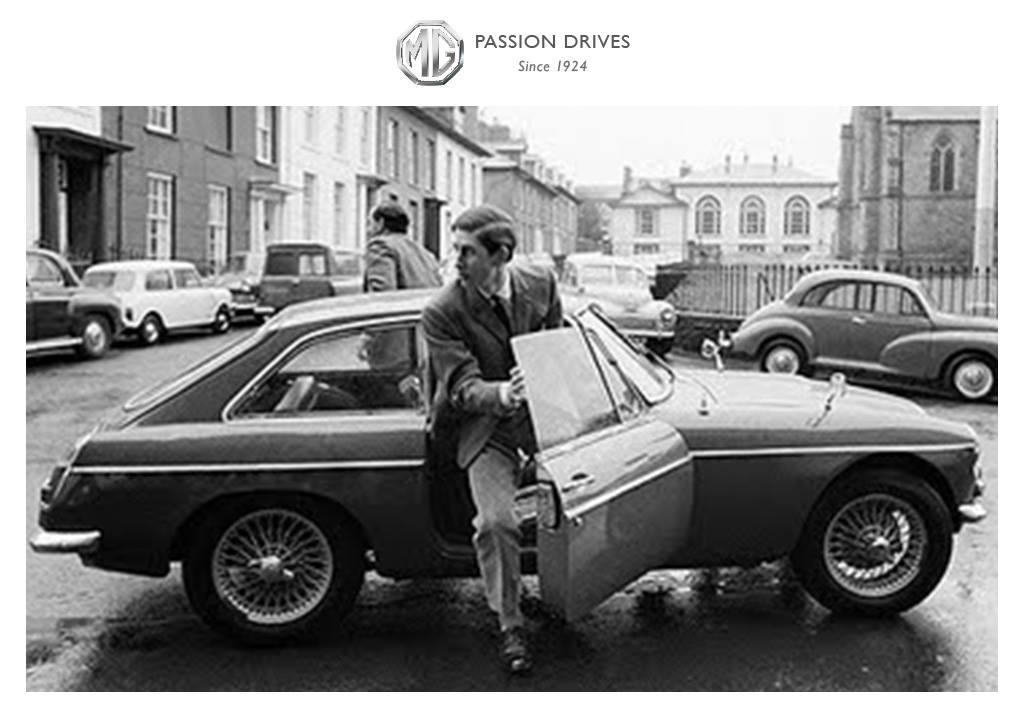